# برفلة الريبوسوم

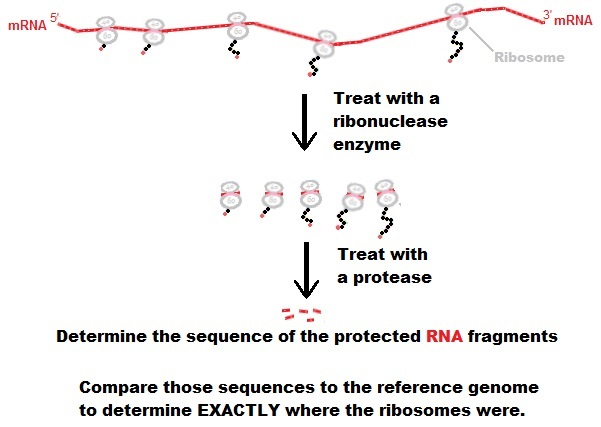
اختصار لبرفلة الريبوسوم: تقص النوكليازات أجزاء الرنا الرسول غير المحمية بواسطة الريبوسومات (غيرالمتواجدة داخلها) ثم تُستخلص القطع المحمية وطولها حوالي 28 نوكليوتيد، يُحدَّد تسلسلها ويُقارَن مع تسلسللات مرجعية لمعرفة مكان الريبوسومات بالتحديد.

برفلة الريبوسوم (بالإنجليزية: Ribosome profiling)‏ أو بصمة الريبوسوم (Ribosome footprinting) هي تقنية تَستخدم السَلسَلة عالية الإنتاج (سَلسَلة الجيل التالي) لتحديد ما هي جزيئات الرنا الرسول التي تتم ترجمتها. وتعطي صورة عن الريبوسومات النشطة في الخلية أثناء لحظة معينة، ويسمى ذلك بالترجموم (en). تسمح هذه التقنية كذلك للباحثين بتحديد مواقع بدء الترجمة، إطارات القراءة المفتوحة في خلية أو نسيج، توزيع الريبوسومات على الرنا الرسول، وسرعة الترجمة. تتطلب برفلة الريبوسوم تحضير مكتبة سَلسَلة ودراسة بيانات مماثلة لتقنية سلسلة الرنا التي تُحدِّد التسلسل الكامل للرنا الرسول المتواجد في عينة، بينما برفلة الريبوسوم لا تستهدف سوى تسلسلات الرنا الرسول المحمية بواسطة الريبوسومات أثناء عملية الترجمة. هذه التقنية مختلفة عن تقنية برفلة عديد الريبوسوم (en).

## تاريخ
طُوِّرت تقنية برفلة الريبوسوم بواسطة نيكولاس إنغوليا وجوناثان فايسمان عبر تبني تقنية ابتكرها جوان شتايتز ومارلين كوزاك قبل خمسين سنة. تعتمد برفلة الريبوسوم على اكتشاف أن الرنا الرسول المرتبط بعدة ريبوسومات يمكن قص الأجزاء غير المحمية منه بواسطة النوكليازات. تدرس هذه التقنية مناطق جزيئات الرنا الرسول التي تتُرجم إلى بروتين وكذلك معدلات ترجمة كل منطقة لتوفير نظرة حول التعبير الجيني العام. قبل تطوير هذه التقنية، شملت مجهودات قياس الترجمة حيويا دراسات الرنا المستخلص من عديدات الريبوسوم بواسطة المصفوفات الدقيقة، وكذلك البرفلة الترجمية عبر التنقية بالألفة للريبوسمات الموسومة بالحاتمة، وهي تقنيات مكملة لكنها لا تقدم نفس دقة وأهمية المعلومات التي توفرها برفلة الريبوسوم.

## الاستخدام
تُستخدم سَلسَلة الرنا في دراسة التغير المستمر للنسخوم الخلوي. وبشكل خاص، تسهِّل سَلسَلة الرنا القدرة على تحديد نُسَخِ الجين المضفرة بالتضفير البديل، تعديلات ما بعد النسخ، اندماج الجين، الطفرات/ تعدد أشكال النوكليوتيدات المفردة والتغيرات في التعبير الجيني مع مرور الوقت، أو الاختلافات في التعبير الجيني في مجموعات أو علاجات مختلفة. فضلا عن نسخ الرنا الرسول، يمكن لسَلسَلة الرنا البحث في مختلف أنواع الرنا بما في ذلك الرنا الصغير مثل الرنا الميكروي والرنا الناقل والرنا الريبوسومي. يمكن كذلك استخدام سَلسَلة الرنا لتحديد الحدود بين الإكسونات والإنترونات والتأكد من وتعديل حدود النهاية 5' والنهاية 3' الموضوعة سابقا للجينات. التقدمات الحديثة في سَلسَلة الرنا تشمل سَلسَلة خلية مفردة (en) والسَلسَلة الموضعية لنسيج مثبت.

## الإجراء
تتم برفلة الريبوسوم عبر الخطوات التالية:
1. تحليل الخلايا أو الأنسجة واستخلاص جزيئات الرنا المرتبطة بالريبوسومات.
2. تثبيت المركبات، وهذا يتم عادة بواسطة السيكلوهيكسيميد لكن يمكن استخدام مركبات كيميائية أخرى.
3. قص الرنا غير المحمي من قبل الريبوسومات بواسطة النوكليازات.
4. عزل مركبات رنا رسول-ريبوسوم باستخدام طرد مركزي تبايني سكروزي أو أعمدة استشراب خاصة.
5. التنقية باستخدام الفينول والكلوروفورم لإزالة البروتينات.
6. تحديد أطوال قطع الرنا الرسول المستخلصة والمحمية سابقا بواسطة الريبوسومات.
7. وصل القطع بموائم 3'.
8. إزالة شوائب الرنا الريبوسومي المعروفة (اختياري).
9. النسخ العكسي للرنا إلى دنا متمم باستخدام الناسخ العكسي.
10. مضاعفة قطع الدنا الناتجة بطريقة خاصة.
11. تحديد تسلسل القطع
12. رصف التسلسلات الناتجة مع تسلسل جينومي ومقارنتها لتحديد بروفايل الترجمة [الإنجليزية].[3]